# Onitis
Onitis (лат.) — род пластинчатоусых жуков из подсемейства Scarabaeinae.

## Описание
Длина тела 9—35 мм. Удлинённо-овальные жуки, окрашены весьма разнообразно: чёрные, коричневые, синеватые, бронзовые с зелёным или медным отливом, надкрылья иногда с продольными желтыми полосами. Переднеспинка простая, слабо поперечная. Надкрылья с 8 дорсальными бороздками.
Половой диморфизм. Голова самок нередко с теменным бугорком или острым зубцом. Передние голени самца сильно удлинены и искривлены, без лапки и вершинной шпоры, заменённой длинным отростком. Средние и задние голени и бёдра с разнообразными зубцами и крючковатыми отростками. У самок передние голени короткие, сильные, с вершинной шпорой, но без лапки. Средние и задние голени и бёдра самок простые.

## Распространение
Ареал рода охватывает всю Африку (более 140 видов), юг Западную Европы, юг России и Украины с Крымом, Кавказ, Переднюю, Среднюю и Южную Азию до Филиппин и Новой Гвинеи включительно. В Палеарктической области — 26 видов.

## Биология
Типичные обитатели открытых сухих ландшафтов, саванн и долинных тропических лесов на легких почвах. Массовый вылет жуков приходится на апрель-май (Азербайджан) или март (Афганистан). Затем жуки интенсивно питаются помётом различных животных, особенно крупного рогатого скота и лошадей. Наблюдались скопления до 10—12 особей. В конце мая — июне самцы и самки объединяются в «семьи» и начинают заготовку провизии для потомства. Они совместными усилиями вырывают под кучками помёта вертикальную норку, разветвляющуюся на глубине на 5—8 отростков. В их нижнюю часть набивается навоз, образующий скопления в виде «колбасок», в которые откладываются яйца. Молодые жуки выходят из куколок осенью и остаются зимовать в норках, иногда совместно с родительской парой.

## Классификация
Известно более 170 видов.
- Onitis abyssinicus
- Onitis adelphus
- Onitis adriani
- Onitis aeneomicans
- Onitis aeneus
- Onitis aerarius
- Onitis aeruginosus
- Onitis aethiops
- Onitis affinis
- Onitis alexis
- Onitis androcles
- Onitis anthracinus
- Onitis archettii
- Onitis artuosus
- Onitis assamensis
- Onitis autumnalis
- Onitis aygulus
- Onitis bayanga
- Onitis belial
- Onitis bilobatus
- Onitis bispicticollis
- Onitis bocandei
- Onitis bordati
- Onitis brahma
- Onitis bredoi
- Onitis brevidens
- Onitis caffer
- Onitis cambeforti
- Onitis camerunus
- Onitis castaneus
- Onitis cerrutii
- Onitis chalceus
- Onitis confusus
- Onitis corydon
- Onitis coxalis
- Onitis crassus
- Onitis crenatus
- Onitis cribratus
- Onitis cryptodus
- Onitis cupreus
- Onitis curvipes
- Onitis damoetas
- Onitis deceptor
- Onitis denticoxa
- Onitis dimidiatus
- Onitis dispar
- Onitis endroedii
- Onitis excavatus
- Onitis ezechias
- Onitis fabricii
- Onitis falcatus
- Onitis feae
- Onitis fractipes
- Onitis fulgidus
- Onitis fulmineus
- Onitis gazanus
- Onitis gilleti
- Onitis granicollis
- Onitis granulisetosus
- Onitis guineensis
- Onitis hageni
- Onitis humerosus
- Onitis inflaticollis
- Onitis insuetus
- Onitis intermedius
- Onitis inversidens
- Onitis ion
- Onitis janssenii
- Onitis jeanneli
- Onitis jossoi
- Onitis keniensis
- Onitis kingstoni
- Onitis lama
- Onitis laminosus
- Onitis lamnifer
- Onitis lansbergei
- Onitis laticollis
- Onitis licitus
- Onitis lobi
- Onitis lobipes
- Onitis lognia
- Onitis longitibialis
- Onitis ludekingi
- Onitis lycophron
- Onitis malleatus
- Onitis marshalli
- Onitis mendax
- Onitis menieri
- Onitis meruensis
- Onitis meyeri
- Onitis miesseni
- Onitis minutus
- Onitis mniszechi
- Onitis mniszechianus
- Onitis monstrosus
- Onitis mossambicensis
- Onitis multidentatus
- Onitis naviauxi
- Onitis nemoralis
- Onitis niger
- Onitis nigeriensis
- Onitis nubiensis
- Onitis numida
- Onitis obenbergeri
- Onitis obscurus
- Onitis occidentalis
- Onitis orthopus
- Onitis overlaeti
- Onitis paraconfusus
- Onitis parainflaticollis
- Onitis paramniszechi
- Onitis parvulus
- Onitis pecuarius
- Onitis perbrincki
- Onitis perpunctatus
- Onitis pers
- Onitis perturbator
- Onitis phartopus
- Onitis philemon
- Onitis picticollis
- Onitis pinheyi
- Onitis podicinus
- Onitis politus
- Onitis popei
- Onitis proximus
- Onitis pseudojansenii
- Onitis pseudoorthopus
- Onitis pseudosetosus
- Onitis pumilio
- Onitis punctatostriatus
- Onitis pyramus
- Onitis reichei
- Onitis retrodentatus
- Onitis ringenbachi
- Onitis robustus
- Onitis rothi
- Onitis senegalensis
- Onitis setosus
- Onitis shoensis
- Onitis sibutensis
- Onitis similis
- Onitis singhalensis
- Onitis siva
- Onitis sphinx
- Onitis spinicrus
- Onitis spinipes
- Onitis subcrenatus
- Onitis subopacus
- Onitis sulcipennis
- Onitis tanzaniensis
- Onitis thalassinus
- Onitis thoracicus
- Onitis tingaudi
- Onitis tortuosus
- Onitis trochantericus
- Onitis tumidus
- Onitis uncinatoides
- Onitis uncinatus
- Onitis unguiculatus
- Onitis upembanus
- Onitis vanderkelleni
- Onitis westermanni
- Onitis vicinus
- Onitis violaceus
- Onitis virens
- Onitis viridulus
- Onitis wittei
- Onitis vrydaghi